# David Niepsuj
David Niepsuj (Wuppertal, 16 agosto 1995) è un calciatore tedesco naturalizzato polacco, difensore dello Stal Stalowa Wola.

## Caratteristiche tecniche
È un terzino destro, ma è stato anche impiegato sulla fascia a sinistra.

## Carriera
Nato e cresciuto calcisticamente in Germania, Niepsuj viene acquistato dal Bochum nel 2014 e aggregato alla seconda squadra. Esordisce in Regionalliga il 2 agosto giocando da titolare la gara contro il Sportfreunde Siegen vinta dai suoi per 2-3.
Dopo un'ottima stagione, il 2015-2016 è costretto ai box a lungo a causa di un infortunio, a causa del quale non riesce a giocare neanche un minuto, collezionando appena sette panchine. Terminata l'esperienza in Germania, passa al Pogoń Szczecin, militante nella massima divisione calcistica polacca.
Sempre a causa dei suoi problemi fisici, esordisce con la nuova maglia solamente il 6 marzo, alla ventiquattresima giornata. Gioca anche la semifinale di Puchar Polski contro il Lech Poznań, dove il Pogoń viene sconfitto.
L'anno successivo si rivela altrettanto altalenante, soprattutto nella parte centrale del campionato. Tuttavia arriva il primo gol in Ekstraklasa, in occasione del 3-3 contro lo Zagłębie Lubin.
Nel 2019 passa al Wisła Kraków dove fa parte regolarmente della formazione titolare, e nonostante qualche leggero infortunio, realizza anche due gol contro ŁKS e Piast Gliwice. Nel 2020 si alterna  a Łukasz Burliga, ma quest'ultimo gli viene preferito nelle prime giornate di campionato nel ruolo di terzino destro.